# نيسان نافارا
نيسان نافارا هي سيارة من إنتاج شركة نيسان موتورز.

## من مواصفاتها
المكابح مانعه للانزلاق ABS / توزيع قوى المكابح الكترونيا EBD / خاصية مساعد المكابح
– عدد من الوسائد الهوائية الامامية والجانبية لحماية السائق و الركاب
– خاصية التحكم في الجر
– خاصية الثبات الإلكتروني
– خاصية مراقبة ضغط الهواء داخل الاطارات
– خاصية تثبيت السرعة
– مكيف هوائي / فلتر
– راديو / مسجل MP3 / مشغل CD / مدخل USB
– خاصية البلوتوث للرد على الهاتف
– حساسات للمساعده في الركن
– المرايا الجانبية كهربائية
– الانوار الامامية ذات كثافة عالية / مصابيح ضباب امامية
– الانوار الامامية و الاسطبات الخلفية بتقنية LED.

## معرض صور

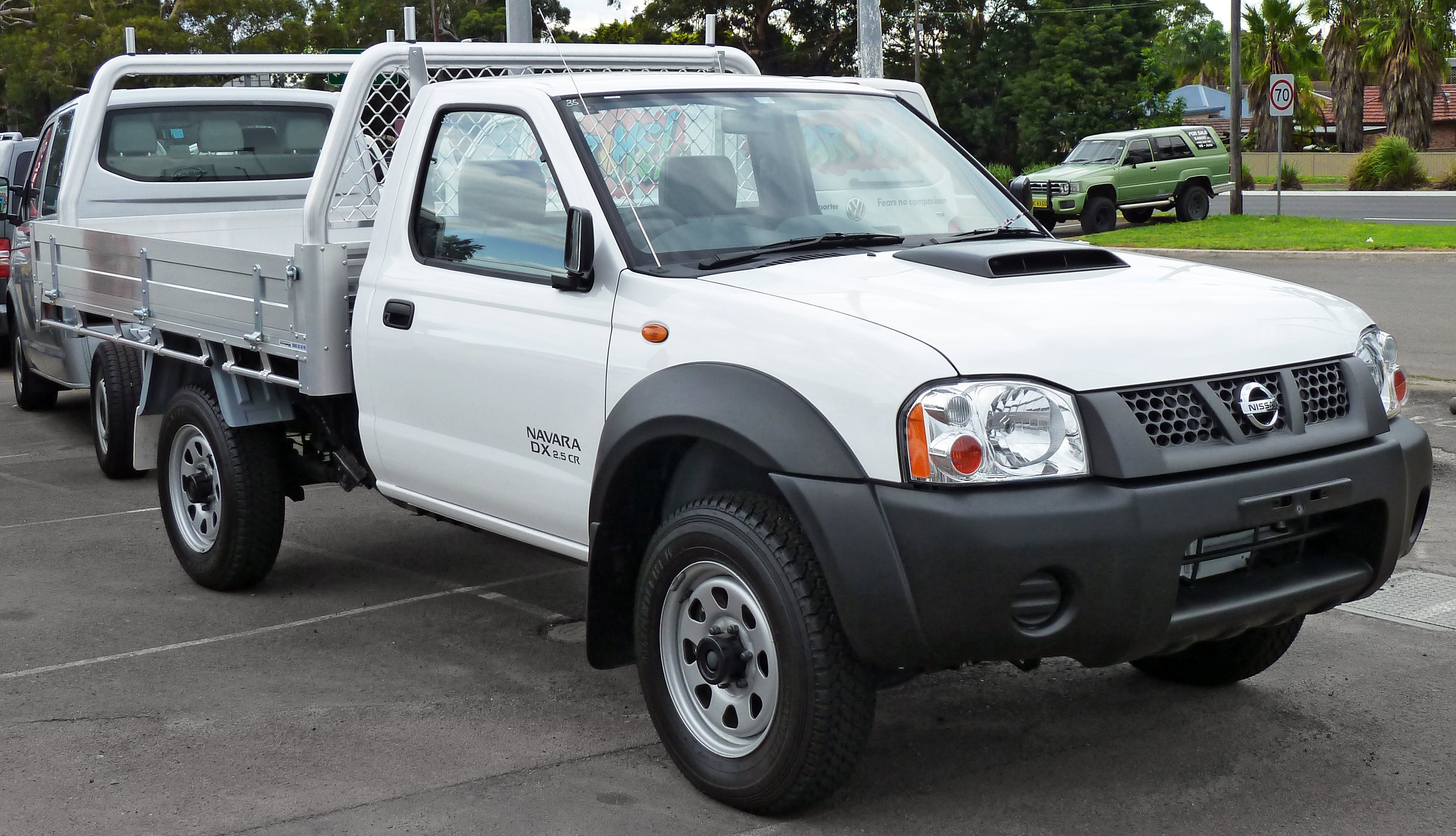
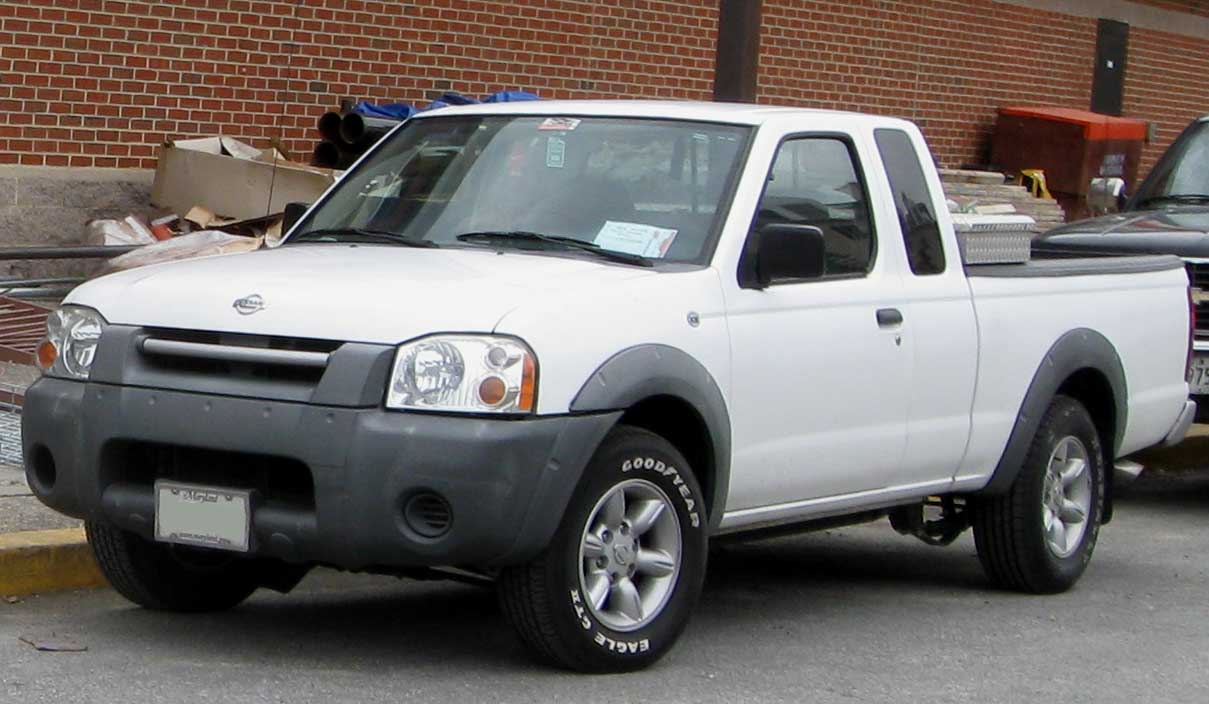
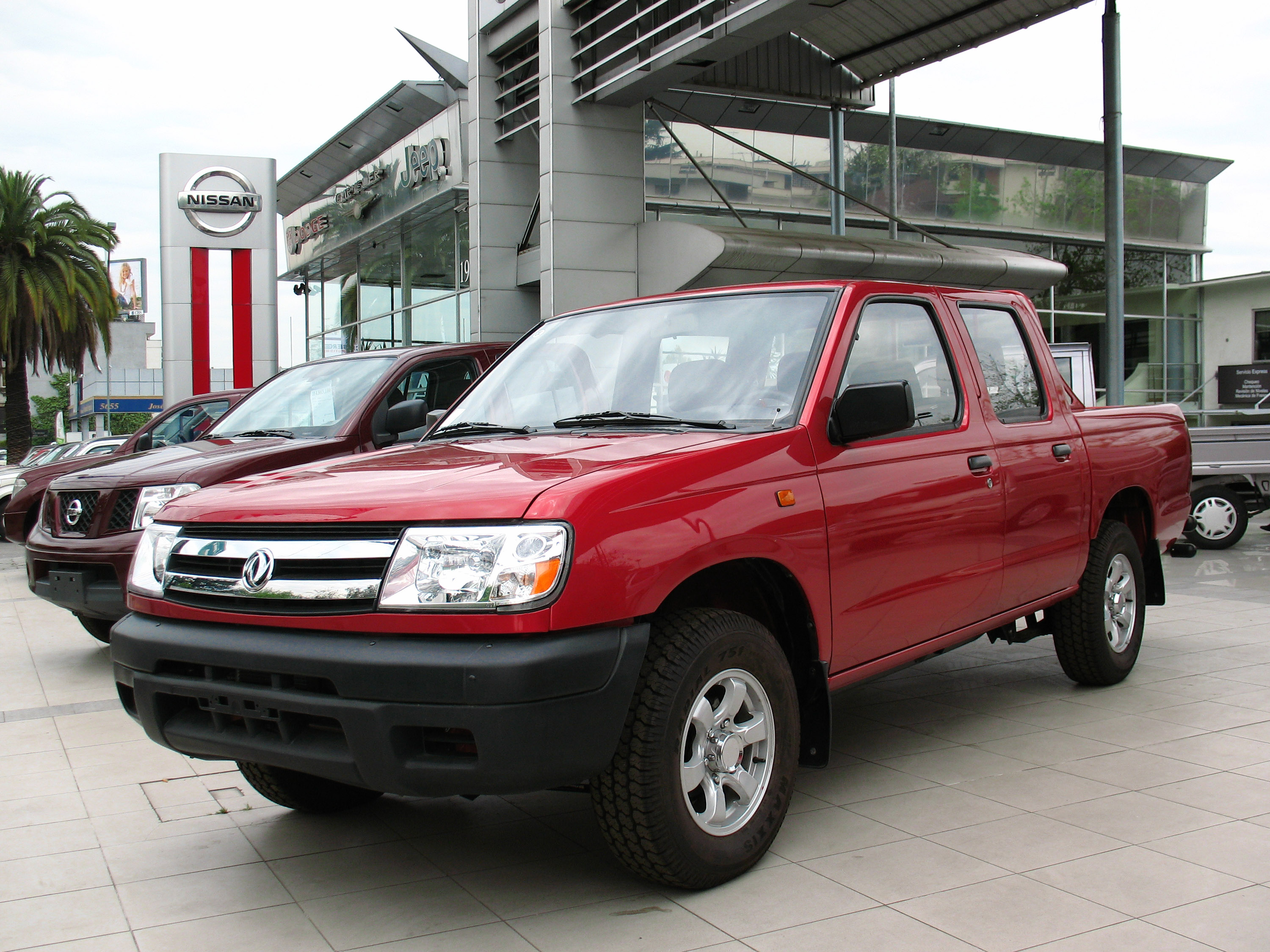